# Draba maguirei
Draba maguirei är en korsblommig växtart som beskrevs av Charles Leo Hitchcock. Draba maguirei ingår i släktet drabor, och familjen korsblommiga växter. Inga underarter finns listade i Catalogue of Life.